# 潘祺
潘祺（1447年—1503年），字應昇，浙江台州府天台縣人，民籍，明朝政治人物。進士出身。

## 生平
早年出身儒士，舉浙江鄉試第四十二名。成化十一年（1475年）乙未科會試第二百三十二名，殿試登進士第二甲第八十五名。授刑部主事，歷官刑部员外郎，二十一年七月充副使册封王府，升郎中。弘治元年（1488年）三月升四川布政司左参议，提督銀課，三年正月改調江西，九年四月升山西左參政，十三年六月升本司右布政使，十四年二月轉左布政，十六年八月卒官

## 家族
曾祖父潘叔安。祖父潘伯莊。父亲潘偉，曾任教授。